# Manoutchar II Jakéli
Manoutchar II Jakéli ou Moustapha Pacha (né vers 1550, mort en 1614) est prince ou atabeg du Samtskhe de 1581 à 1614.

## Biographie
Manutchar II Jakéli est le second fils survivant de Kai-Khosrov II Jakéli. Il est régent du Samtskhe de 1576-1578 avant de succéder à son frère Qvarqvaré VI Jakéli.
Après la défaite en 1579 des Perses qui ont envahi le Samtskhe, il est envoyé avec son frère aîné Qvarqvaré VI Jakéli à Constantinople par Lala Mustafa Pacha, le général ottoman vainqueur. La Sublime Porte confère au jeune atabeg le titre de pacha et la souveraineté sur la Samtskhe. Elle désigne comme éventuel successeur son frère Manoutchar, qui obtient également le titre de pacha d’Akhaltsikhé lorsqu’il se convertit à l’islam sous le nom de « Mustafa Pacha ». Il devient à son tour atabeg du Samtskhe après la disparition prématuré de son frère. Pour les Ottomans, le Samstkhe est une province vassale, l'eyalet de Tchildir.
Malgré son alliance avec les Ottomans, Manoutchar II Jakéli continue d’entretenir des relations étroites avec les autres princes géorgiens, particulièrement avec le roi SimonShah-Navaz-Khan Ier, qui est devenu chef de file de la résistance à l’expansion ottomane dans le Caucase, et dont il devient le gendre.
Lorsqu’il reçoit de Constantinople l’ordre d’envahir le Karthli, Manoutchar II informe son allié Simon Ier Shah-Navaz-Khan des intentions des Ottomans et l’aide à triompher de l’invasion sur le champ de bataille de Moukhrani en 1582. Manoutchar II renonce alors à l’islam et entre à son tour en rébellion. Il combat avec succès les Ottomans pendant deux ans et les oblige à le reconnaître comme beglarbeg de Samtskhe. Manoutchar II exige ensuite la restauration de son titre d’atabeg et refuse formellement de revenir à l’islam comme on le lui demande. En réponse, les Ottomans organisent une nouvelle invasion du pays en 1587. Défait, Manoutchar II doit se réfugier auprès des Séfévides, pour le compte desquels il combat les Ottomans jusqu’à sa mort en 1614.
Il obtient du gouvernement du Chah Abbas Ier la reconnaissance de son fils Manoutchar III Jakéli comme héritier du Samtskhe.
De son épouse Hélène, fille de son allié Simon Ier de Karthli, il a également eu une fille, Tinatin, morte en 1610 et mariée à Rostom Ier, roi d'Iméréthie